# Draba mollissima
Draba mollissima är en korsblommig växtart som beskrevs av Christian von Steven. Draba mollissima ingår i släktet drabor, och familjen korsblommiga växter. Inga underarter finns listade i Catalogue of Life.

## Bildgalleri

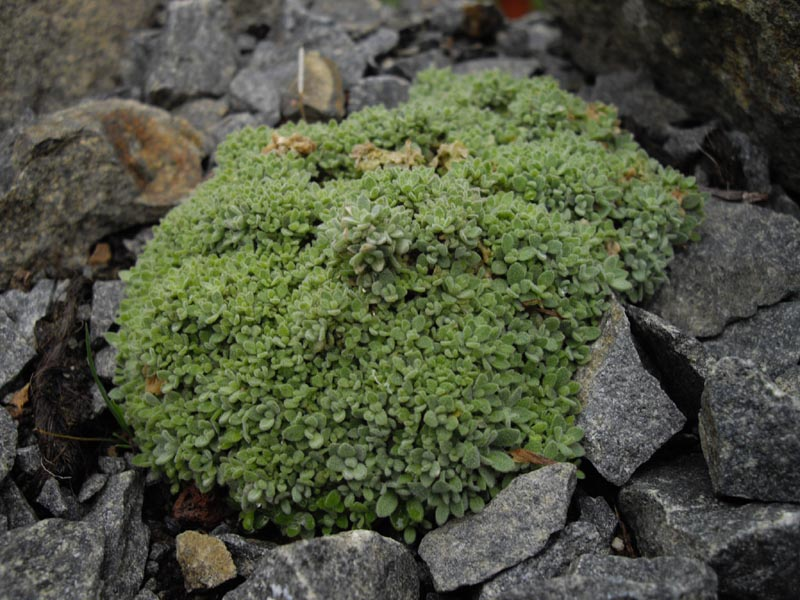